# Grand Prix d'été de combiné nordique 1996
Navigation
1995 1998
L'édition 1996 du Grand Prix d'été de combiné nordique s'est déroulée du 15 juin au 8 septembre 1996, en six épreuves disputées sur autant de sites différents.
En juin, les épreuves ont commencé en Norvège, à Lillehammer, et se sont poursuivies en Finlande, à Vuokatti.
Puis en août, elles ont continué en Estonie, à Otepää, puis en Allemagne, à Steinbach-Hallenberg (Thuringe).
Elles se sont terminées en septembre par une épreuve ayant lieu en Autriche, à Ramsau am Dachstein, à la veille de la dernière épreuve qui avait lieu en Allemagne, à Berchtesgaden.
| \| Lillehammer Vuokatti Otepää Steinbach-Hallenberg Ramsau Berchtesgaden \| Les sites de compétition |
| Lillehammer Vuokatti Otepää Steinbach-Hallenberg Ramsau Berchtesgaden                                |

## Calendrier
| Date                        | Type d'épreuve       | Nombre de partants | Nombre de nations représentées | Vainqueur                                | Deuxième | Troisième |
| 1. Lillehammer              |                      |                    |                                |                                          |          |           |
| 15 juin 1996 & 16 juin 1996 | Épreuve individuelle | 38                 | 7                              | Knut Tore Apeland                        |          |           |
| 2. Vuokatti                 |                      |                    |                                |                                          |          |           |
| 18 juin 1996 & 19 juin 1996 | Épreuve individuelle | 32                 | 6                              | Bjarte Engen Vik                         |          |           |
| 3. Otepää                   |                      |                    |                                |                                          |          |           |
| 23 août 1996                | Épreuve individuelle | 38                 | 8                              | Trond Einar Elden                        |          |           |
| 4. Steinbach-Hallenberg     |                      |                    |                                |                                          |          |           |
| 31 août 1996                | Épreuve individuelle | 55                 | 10                             | Trond Einar Elden                        |          |           |
| 5. Ramsau am Dachstein      |                      |                    |                                |                                          |          |           |
| 7 septembre 1996            | Épreuve individuelle | 70                 | 11                             | Mario Stecher                            |          |           |
| 6. Berchtesgaden            |                      |                    |                                |                                          |          |           |
| 8 septembre 1996            | Épreuve par équipes  | 20 équipes         | 9                              | Autriche- Felix Gottwald - Mario Stecher |          |           |